# Evil Angel (grupp)
Evil Angel är ett black/thrash metal-band från Lahtis i Finland. Det bildades 1998.

## Medlemmar
Senaste kända medlemmar
- Orgasmatron (Henry Juvonen) – sång
- Dr. Vomit – gitarr
- Von Bastard (Pete Valanta) – gitarr
- TooLoud – trummor, basgitarr (2019–)
- Revenant (Janne Jokinen) – basgitarr (2019–)

Tidigare medlemmar
- Diehard – trummor

Turnerande medlemmar
- Revenant (Janne Jokinen) – trummor (2012–2019)
- Samuli Mikkonen – trummor
- Asassin (Atte Karstila) – trummor
- Axecutioner (Liisa Alaoutinen) – sång (2009–2010)

## Diskografi
Demo
- 2002 – Dark Forces of Hell
- 2004 – Promo 2004
- 2005 – Ritual Sacrifice

Studioalbum
- 2007 – Unholy Fight for Metal (Bestial Burst)

EP
- 2003 – Metal Onslaught (Sword and Sorcery)

Annat
- 2006 – Outbreak of Evil Vol. III (delad 7" vinyl EP med Grippiud, Gravewürm och Nailgunner) (Nuclear War Now! Productions)
- 2006 – Don't Burn the Witch... (delad 10" vinyl EP med Minotaur, Toxic Holocaust och Goat Messiah) (Midnight Records)
- 2008 – The Spawn of Satan / Evil Angel (delad 7" vinyl EP) (Hells Headbangers Records)